# TBSテレビ系列日曜朝11時枠のアニメ
- TBSテレビ > TBS系アニメ > TBSテレビ系列日曜朝11時枠のアニメ
- 毎日放送（MBS） > TBS系アニメ > TBSテレビ系列日曜朝11時枠のアニメ
- 全日帯のテレビアニメ放送枠の一覧 > TBSテレビ系列日曜朝11時枠のアニメ

本項ではTBS・JNN系列全国ネットで日曜午前11時00分から放送された全日アニメ作品（系列局制作作品を含む）について記述する。

## 歴史
1983年4月にTBSの制作で「ミームいろいろ夢の旅」が開始され2年半続いたが、1985年9月をもって一旦廃枠となりその後はバラエティ番組枠に転換される。
9年後の1994年4月にMBS制作枠として「3丁目のタマ うちのタマ知りませんか?」の第2シリーズが放送され、半年後の同年10月からは「マクロス7」を1年間放送する。
1995年10月以降は再びバラエティ番組枠に戻り、2020年現在は「サンデージャポン」（TBS制作）が当該時間帯で放送されている。

## 歴代の番組

### TBS制作
- ミームいろいろ夢の旅（1983年4月3日 - 1985年9月29日）

### MBS制作
- 3丁目のタマ うちのタマ知りませんか?（第2期、1994年4月3日 - 9月25日）
- マクロス7（1994年10月16日 - 1995年9月24日）